# 마틴 공리
집합론에서 마틴 공리(Martin公理, 영어: Martin’s axiom, 약자 {\displaystyle {\mathsf {MA}}})는 실수 집합의 크기보다 더 작은 집합들은 가산 집합과 유사한 성질을 갖는다는 명제다. 여기서 "유사한 성질"이란 강제법에 사용되는 원순서 집합에 대한 것으로, 이 조건을 강화시켜  고유 강제법 공리(固有強制法公理, 영어: proper forcing axiom, 약자 {\displaystyle {\mathsf {PFA}}}) 및 마틴 최대 공리(Martin最大公理, 영어: Martin’s maximum, 약자 {\displaystyle {\mathsf {MM}}})를 얻을 수 있다. 적절한 큰 기수의 존재 아래, 이들은 모두 다 통상적인 집합론(체르멜로-프렝켈 집합론 및 선택 공리)으로는 증명할 수도, 반증할 수도 없다.

## 정의
강제법 공리(強制法公理, 영어: forcing axiom)는 다음과 같은 꼴의 명제이다.
- {\displaystyle {\mathsf {P}}} 조건을 만족시키는 원순서 집합 {\displaystyle (X,\lesssim )} 및 {\displaystyle X}의 공시작 집합들의 집합족 {\displaystyle {\mathcal {D}}\subseteq {\mathcal {P}}(X)}에 대하여, 만약 {\displaystyle |{\mathcal {D}}|<\kappa }라면, {\displaystyle {\mathcal {D}}}-포괄적 필터 {\displaystyle F\subseteq X}가 존재한다.

여기서 {\displaystyle {\mathsf {P}}(-)}는 원순서 집합에 대한 술어이며, {\displaystyle \kappa \in \operatorname {Card} }는 기수이다.
주로 사용되는 강제법 공리는 다음과 같다.
| 이름             | 기호                            | 원순서 집합 {\displaystyle X}의 조건 {\displaystyle {\mathsf {P}}}                 | {\displaystyle {\mathcal {D}}}의 크기의 상계 {\displaystyle \kappa } |
| ---------------- | ------------------------------- | ---------------------------------------------------------------------------------- | -------------------------------------------------------------------- |
| 마틴 공리        | {\displaystyle {\mathsf {MA}}}  | 가산 강하향 반사슬 조건                                                            | {\displaystyle 2^{\aleph _{0}}}                                      |
| 고유 강제법 공리 | {\displaystyle {\mathsf {PFA}}} | 고유성 조건                                                                        | {\displaystyle \aleph _{2}}                                          |
| 마틴 최대 공리   | {\displaystyle {\mathsf {MM}}}  | {\displaystyle X}에 대한 강제법은 {\displaystyle \omega _{1}}의 정상 집합들을 보존 | {\displaystyle \aleph _{2}}                                          |

여기서, 모든 비가산 정칙 기수 {\displaystyle \lambda }에 대하여, {\displaystyle X}에 대한 강제법은 {\displaystyle [\lambda ]^{\omega }}의 정상 집합들을 보존한다면, {\displaystyle X}가 고유성 조건(영어: properness condition)을 만족시킨다고 한다. (여기서 {\displaystyle [\lambda ]^{\omega }}는 {\displaystyle \lambda }의 가산 무한 부분 집합들의 족이다.)
보다 일반적으로, 강제법 공리에 등장하는 기수 {\displaystyle \kappa }를 다른 기수로 대체할 수 있으며, 이 경우 {\displaystyle {\mathsf {MA}}(\kappa )}와 같이 쓴다.

## 성질

### 함의 관계
다음과 같은 함의 관계가 성립한다.
마틴 최대 공리 ⇒ 고유 강제법 공리 ⇒ 마틴 공리

### 무모순성 성질
만약 초콤팩트 기수가 존재한다면, ZFC+마틴 최대 공리는 무모순적이다.

### ZFC에서 증명 가능한 경우
선택 공리를 추가한 체르멜로-프렝켈 집합론에서는 다음 두 명제를 보일 수 있다.
- 라시오바-시코르스키 보조정리: {\displaystyle \kappa \leq \aleph _{0}\implies {\mathsf {MA}}(\kappa )}
- {\displaystyle \lnot {\mathsf {MA}}(2^{\aleph _{0}})}. 예를 들어, 실수 구간 {\displaystyle [0,1]}은 분해 가능 콤팩트 하우스도르프 공간이므로 가산 강하향 반사슬 조건을 만족시킨다.

또한, 임의의 원순서 집합 {\displaystyle (X,\lesssim )}에 대하여, 만약 {\displaystyle X}에 대한 강제법이 {\displaystyle \omega _{1}}의 정상 집합을 보존하지 않는다면, 조건 {\displaystyle {\mathsf {P}}(X')\iff X=X'}에 대한, {\displaystyle \aleph _{2}} 미만의 공시작 집합들의 집합족에 대한 강제법 공리는 ZFC에서 거짓이다. 즉, 이러한 의미에서 마틴 최대 공리는 "가장 강력한" 강제법 공리이다.

### 강제법 공리를 함의하는 명제
연속체 가설 {\displaystyle {\mathsf {CH}}}는 마틴 공리 {\displaystyle {\mathsf {MA}}}를 자명하게 함의한다.

### 강제법 공리와 동치인 명제
다음 명제들은 {\displaystyle {\mathsf {MA}}(\kappa )}와 동치이다.
- 임의의 콤팩트 하우스도르프 공간 {\displaystyle X}에 대하여, 만약 {\displaystyle X}의 공집합이 아닌 열린집합들의 부분 순서 집합 {\displaystyle (\operatorname {Open} (X)\setminus \{\varnothing \},\subseteq )}이 가산 강하향 반사슬 조건을 만족시키면, {\displaystyle X}는 {\displaystyle \kappa } 이하의 수의 조밀한 곳이 없는 집합들의 합집합이 아니다.[2]:52

### 강제법 공리로부터 함의되는 명제
만약 마틴 공리가 참이라면, 다음이 성립한다.
- 정규 무어 공간 추측이 거짓이다.

만약 {\displaystyle {\mathsf {MA}}\land \lnot {\mathsf {CH}}}라면, 다음이 성립한다.
- 수슬린 가설이 참이다.[3]
- 크기가 {\displaystyle \aleph _{1}}인, 자유 아벨 군이 아닌 화이트헤드 군이 존재한다.

만약 고유 강제법 공리를 가정한다면, 다음이 성립한다.
- {\displaystyle 2^{\aleph _{0}}=\aleph _{2}}.[4]:258 특히, 연속체 가설이 거짓이다.
- {\displaystyle {\mathsf {AD}}^{L(\mathbb {R} )}} (즉, {\displaystyle \mathbb {R} }-구성 가능 전체에서의 결정 공리)[5]
- 특이 기수 가설 {\displaystyle {\mathsf {SCH}}}[6]

만약 마틴 최대 공리를 가정한다면, 다음이 성립한다.
- 임의의 정칙 기수 {\displaystyle \kappa \geq \omega _{2}}의 정상 집합 {\displaystyle S\subseteq \kappa }에 대하여, 만약 {\displaystyle S}의 모든 원소의 공종도가 가산 기수라면, {\displaystyle S\cap \alpha }가 {\displaystyle \alpha } 속의 정상 집합이 되는 순서수 {\displaystyle \alpha <\kappa }가 존재한다.

## 역사
마틴 공리는 도널드 앤서니 마틴(영어: Donald Anthony Martin)과 로버트 솔로베이가 1970년에 도입하였다.
고유 강제법 공리는 제임스 얼 바움가트너(영어: James Earl Baumgartner)와 사하론 셸라흐가 1970년대에 도입하였다.
마틴 최대 공리는 1988년에 매슈 포어먼(영어: Matthew Foreman) · 메나헴 마기도르 · 사하론 셸라흐가 도입하였다. 이 논문에서 포먼·마기도르·셸라흐는 마틴 최대 공리가 (어떤 특정한 의미에서) 가장 강력한 강제법 공리임을 증명하였다.